# WTA de Istambul
O WTA de Istambul – ou TEB BNP Paribas Tennis Championship Istanbul, atualmente – é um torneio de tênis profissional feminino, de nível WTA 250.
Realizado em Istanbul, na Turquia, retornou ao circuito em 2014. Teve, anteriormente, sete edições (seis nos anos 2000 e uma em 1998) e dois hiatos. Os jogos são disputados em quadras de saibro durante o mês de abril.

## Finais

### Simples
| Ano                                                        | Campeã                   | Vice-campeã          | Resultado      |
| ---------------------------------------------------------- | ------------------------ | -------------------- | -------------- |
| Torneio cancelado em 2023 devido aos terremotos na Turquia |                          |                      |                |
| 2022                                                       | Anastasia Potapova       | Veronika Kudermetova | 6–3, 6–1       |
| 2021                                                       | Sorana Cîrstea           | Elise Mertens        | 6–1, 7–63      |
| 2020                                                       | Patricia Maria Țig       | Eugenie Bouchard     | 2–6, 6–1, 7–64 |
| 2019                                                       | Petra Martić             | Markéta Vondroušová  | 1–6, 6–4, 6–1  |
| 2018                                                       | Pauline Parmentier       | Polona Hercog        | 6–4, 3–6, 6–3  |
| 2017                                                       | Elina Svitolina          | Elise Mertens        | 6–2, 6–4       |
| 2016                                                       | Çağla Büyükakçay         | Danka Kovinić        | 3–6, 6–2, 6–3  |
| 2015                                                       | Lesia Tsurenko           | Urszula Radwańska    | 7–5, 6–1       |
| 2014                                                       | Caroline Wozniacki       | Roberta Vinci        | 6–1, 6–1       |
| Torneio não realizado entre 2013 e 2011                    |                          |                      |                |
| 2010                                                       | Anastasia Pavlyuchenkova | Elena Vesnina        | 5–7, 7–5, 6–4  |
| 2009                                                       | Vera Dushevina           | Lucie Hradecká       | 6–0, 6–1       |
| 2008                                                       | Agnieszka Radwańska      | Elena Dementieva     | 6–3, 6–2       |
| 2007                                                       | Elena Dementieva         | Aravane Rezaï        | 7–65, 3–0, ab. |
| 2006                                                       | Shahar Pe'er             | Anastasia Myskina    | 1–6, 6–3, 7–63 |
| 2005                                                       | Venus Williams           | Nicole Vaidišová     | 6–3, 6–2       |
| Torneio não realizado entre 2004 e 1999                    |                          |                      |                |
| 1998                                                       | Henrieta Nagyová         | Olga Barabanschikova | 6–4, 3–6, 7–69 |

### Duplas
| Ano                                                            | Campeãs                               | Vice-campeãs                             | Resultado        |
| -------------------------------------------------------------- | ------------------------------------- | ---------------------------------------- | ---------------- |
| Torneio não realizado em 2023 devido aos terremotos na Turquia |                                       |                                          |                  |
| 2022                                                           | Marie Bouzková Sara Sorribes Tormo    | Natela Dzalamidze Kamilla Rakhimova      | 6–3, 6–4         |
| 2021                                                           | Veronika Kudermetova Elise Mertens    | Nao Hibino Makoto Ninomiya               | 6–1, 6–1         |
| 2020                                                           | Alexa Guarachi Desirae Krawczyk       | Ellen Perez Storm Sanders                | 6–1, 6–3         |
| 2019                                                           | Tímea Babos Kristina Mladenovic       | Alexa Guarachi Sabrina Santamaria        | 6–1, 6–0         |
| 2018                                                           | Liang Chen Zhang Shuai                | Xenia Knoll Anna Smith                   | 6–4, 6–4         |
| 2017                                                           | Dalila Jakupović Nadiia Kichenok      | Nicole Melichar Elise Mertens            | 7–66, 6–2        |
| 2016                                                           | Andreea Mitu İpek Soylu               | Xenia Knoll Danka Kovinić                | w.o.             |
| 2015                                                           | Daria Gavrilova Elina Svitolina       | Çağla Büyükakçay Jelena Janković         | 5–7, 6–1, [10–4] |
| 2014                                                           | Misaki Doi Elina Svitolina            | Oksana Kalashnikova Paula Kania          | 6–4, 6–0         |
| 2010                                                           | Eleni Daniilidou Jasmin Wöhr          | Maria Kondratieva Vladimíra Uhlířová     | 6–4, 1–6, [11–9] |
| Torneio não realizado entre 2013 e 2011                        |                                       |                                          |                  |
| 2009                                                           | Lucie Hradecká Renata Voráčová        | Julia Görges Patty Schnyder              | 2–6, 6–3, 12–10  |
| 2008                                                           | Jill Craybas Olga Govortsova          | Marina Erakovic Polona Hercog            | 6–1, 6–2         |
| 2007                                                           | Agnieszka Radwańska Urszula Radwańska | Chan Yung-jan Sania Mirza                | 6–1, 6–3         |
| 2006                                                           | Alona Bondarenko Anastasiya Yakimova  | Sania Mirza Alicia Molik                 | 6–2, 6–4         |
| 2005                                                           | Marta Marrero Antonella Serra Zanetti | Daniela Klemenschits Sandra Klemenschits | 6–4, 6–0         |
| Torneio não realizado entre 2004 e 1999                        |                                       |                                          |                  |
| 1998                                                           | Meike Babel Laurence Courtois         | Åsa Carlsson Florencia Labat             | 6–0, 6–2         |